# Spaanstalige Wikipedia
De Spaanstalige uitgave van Wikipedia (Spaans: Wikipedia, la enciclopedia libre) is de versie voor Spaanstaligen.
De versie ging van start in maart 2001. Participatie was er aanvankelijk hoofdzakelijk vanuit Spanje, maar al spoedig waren er vanuit Zuid-Amerika minstens evenveel bijdragen. De versie staat bekend om haar uitgebreide artikelenreeksen over cultuur en historie. 
Het taalgebruik is afwisselend Castiliaans (het Spaans zoals dat gesproken wordt in Spanje) en Zuid-Amerikaans Spaans. Heftige discussies over stijl, woordgebruik en de spelling van bepaalde woorden maken bij artikelen waaraan bijgedragen wordt door velen vanuit verschillende landen vaak deel uit van de encyclopedie.
Sinds mei 2013 heeft de Spaanstalige Wikipedia meer dan 1.000.000 artikelen en anno 2024 bijna 2 miljoen.